# 板東英二のクリックPAPA
『板東英二のクリックPAPA』（ばんどうえいじのクリックパパ）は、1996年5月12日から同年7月28日までTBS系列で放送された毎日放送制作のパソコンをテーマにした教養番組である。放送時間は毎週日曜 11:00 - 11:30 (JST) 。

## 概要
板東英二と羽田惠理香がパソコンを基礎から学んでいた番組で、『海の向こうで暮らしてみれば』早期終了後のつなぎ番組として制作された。そのため、番組は3か月未満で終了した。

## 出演者
- 板東英二
- 羽田惠理香
- キートン山田（ナレーター）

| 毎日放送制作・TBS系列 日曜朝11:00 - 11:30 | 毎日放送制作・TBS系列 日曜朝11:00 - 11:30 | 毎日放送制作・TBS系列 日曜朝11:00 - 11:30   |
| 前番組                                    | 番組名                                    | 次番組                                      |
| ----------------------------------------- | ----------------------------------------- | ------------------------------------------- |
| 海の向こうで暮らしてみれば                | 板東英二のクリックPAPA                    | 彼女たちのエアメール （ウインディ一社提供） |